# Megophrys vegrandis
Espèce
Megophrys vegrandis est une espèce d'amphibiens de la famille des Megophryidae.

## Répartition
Cette espèce est endémique de l'Arunachal Pradesh en Inde.

## Description
Les mâles mesurent de 27,5 à 30,6 mm.

## Publication originale
- Mahony, Teeling & Biju, 2013 : Three new species of horned frogs, Megophrys (Amphibia: Megophryidae), from northeast India, with a resolution to the identity of Megophrys boettgeri populations reported from the region. Zootaxa, no 3722(2), p. 143–169.